# Romulea tabularis
Romulea tabularis es una planta de la familia de las iridáceas.   

## Descripción
Romulea tabularis, es una planta herbácea perennifolia, geofita alcanza un tamaño de  0.01 - 0.4   m de altura. Se encuentra a una altitud de 60 - 1005 metros en Sudáfrica

## Distribución
Romulea tabularis es una especie de la zona de lluvia de invierno que se encuentran en pisos de arena o piedra caliza húmedos, a menudo en charcas de temporada desde Namaqualand al sur de la Provincia del Cabo.

## Taxonomía
Romulea tabularis fue descrita por Eckl. ex Bég.   y publicado en Botanische Jahrbücher für Systematik, Pflanzengeschichte und Pflanzengeographie 38: 337. 1907.
Etimología
Romulea: nombre genérico que fue nombrado en honor de Rómulo, el fundador de Roma en la leyenda.
tabularis: epíteto latíno que significa "parte superior plana; por la Montaña de la Mesa, Sudáfrica"
Sinonimia
- Romulea duthieae L.Bolus
- Romulea rosea var. parviflora Baker
- Romulea versicolor Bég.[6][7]